# Eleições legislativas na Áustria em 2013
As eleições legislativas austríacas de 2013 foram realizadas a 29 de Setembro.
Os resultados das eleições deram a vitória ao Partido Social-Democrata da Áustria, que, ficou com, cerca de, 27% dos votos e 52 deputados. Apesar desta vitória, este foi o pior resultado da história para o SPÖ em eleições legislativas.
O Partido Popular Austríaco, também não fez melhor que os social-democratas, ficando-se pelos 24% dos votos e 47 deputados, igualmente, o pior resultado da história do partido.
O Partido da Liberdade da Áustria foi o grande vencedor das eleições, ao conquistar 20,5% dos votos e 40 deputados, voltando a alcançar o nível de apoio da década de 1990, quando liderado por Jörg Haider.
De destacar, o melhor resultado da história dos Os Verdes - Alternativa Verde, que, conseguiram 12,4% dos votos e 24 deputados, e, também, a entrada de dois novos partidos no parlamento: o populista Equipa Stronach e o liberal NEOS - A Nova Áustria.
Após as eleições, e, apesar de especulações que ÖVP poderia estar interessado em fazer um governo de coligação com o FPÖ, a grande coligação SPÖ-ÖVP foi renovada e, permitiu a Werner Faymann continuar como chanceler.

## Resultados Oficiais
| Partido                     | Partido                          | Votos     | %               | +/-   | Deputados | +/-     |
| --------------------------- | -------------------------------- | --------- | --------------- | ----- | --------- | ------- |
|                             | Partido Social-Democrata         | 1 258 605 | 26,82 / 100,00  | 2,44  | 52 / 183  | 5       |
|                             | Partido Popular                  | 1 125 876 | 23,99 / 100,00  | 1,99  | 47 / 183  | 4       |
|                             | Partido da Liberdade             | 962 313   | 20,51 / 100,00  | 2,97  | 40 / 183  | 6       |
|                             | Os Verdes - Alternativa Verde    | 582 657   | 12,42 / 100,00  | 1,99  | 24 / 183  | 4       |
|                             | Equipa Stronach                  | 268 679   | 5,73 / 100,00   | Novo  | 11 / 183  | Novo    |
|                             | NEOS - A Nova Áustria            | 232 946   | 4,96 / 100,00   | Novo  | 9 / 183   | Novo    |
| Barreira Eleitoral de 4,00% |                                  |           |                 |       |           |         |
|                             | Aliança para o Futuro da Áustria | 165 746   | 3,53 / 100,00   | 7,2   | 0 / 183   | 21      |
|                             | Partido Comunista                | 48 175    | 1,03 / 100,00   | 0,27  | 0 / 183   | Estável |
|                             | Outros                           | 47 910    | 1,02 / 100,00   |       | 0 / 183   |         |
| Votos inválidos             | Votos inválidos                  | 89 503    |                 |       |           |         |
| Total                       | Total                            | 4 782 410 | 100,00 / 100,00 |       | 183 / 183 |         |
| Eleitorado/Participação     | Eleitorado/Participação          | 6 384 308 | 74,91 / 100,00  | 3,90  |           |         |
| Fonte                       | Fonte                            | [ 4 ]     | [ 4 ]           | [ 4 ] | [ 4 ]     | [ 4 ]   |

## Resultados por Estados Federais
| Estado        | %    | D   | %    | D   | %    | D   | %    | D   | %    | D  | %    | D    | %    | D   | %   | D   |     |           |
| Estado        | SPÖ  | SPÖ | ÖVP  | ÖVP | FPÖ  | FPÖ | GRÜ  | GRÜ | TS   | TS | NEOS | NEOS | BZÖ  | BZÖ | KPÖ | KPÖ | D   | Votantes  |
| ------------- | ---- | --- | ---- | --- | ---- | --- | ---- | --- | ---- | -- | ---- | ---- | ---- | --- | --- | --- | --- | --------- |
| Burgenland    | 37,3 | 2   | 26,8 | 1   | 17,4 | 1   | 6,8  | -   | 5,9  | -  | 2,8  | -    | 2,0  | -   | 0,5 | -   | 4   | 192 486   |
| Caríntia      | 32,4 | 4   | 15,2 | 1   | 17,9 | 2   | 11,8 | -   | 6,9  | -  | 3,7  | -    | 10,8 | -   | 0,6 | -   | 7   | 322 284   |
| Alta Áustria  | 27,6 | 10  | 30,6 | 11  | 18,8 | 6   | 9,6  | 3   | 4,7  | 1  | 4,5  | 1    | 2,7  | -   | 0,8 | -   | 32  | 1 036 180 |
| Baixa Áustria | 27,2 | 8   | 25,4 | 8   | 21,4 | 6   | 12,2 | 3   | 4,8  | 1  | 3,4  | 1    | 3,5  | -   | 0,7 | -   | 27  | 861 015   |
| Salzburgo     | 23,0 | 2   | 26,7 | 2   | 21,2 | 2   | 14,8 | 1   | 5,2  | -  | 4,6  | -    | 3,2  | -   | 0,6 | -   | 7   | 292 958   |
| Estíria       | 23,8 | 6   | 20,9 | 5   | 24,0 | 6   | 10,6 | 2   | 10,0 | 2  | 3,9  | 1    | 3,9  | -   | 1,8 | -   | 22  | 733 745   |
| Tirol         | 18,3 | 2   | 32,3 | 4   | 19,4 | 2   | 15,2 | 2   | 5,6  | -  | 4,9  | -    | 3,0  | -   | 0,7 | -   | 10  | 359 841   |
| Vorarlberg    | 13,1 | 1   | 26,3 | 2   | 20,2 | 1   | 17,0 | 1   | 5,3  | -  | 13,1 | 1    | 2,4  | -   | 0,5 | -   | 6   | 177 204   |
| Viena         | 31,6 | 10  | 14,5 | 4   | 20,6 | 6   | 16,4 | 5   | 3,9  | 1  | 7,6  | 2    | 2,4  | -   | 1,7 | -   | 28  | 806 697   |
| Áustria       | 26,8 | 52  | 24,0 | 47  | 20,5 | 40  | 12,4 | 24  | 5,7  | 11 | 5,0  | 9    | 3,5  | -   | 1,0 | -   | 183 | 4 782 410 |